# Botachus cylindratus
Botachus cylindratus är en kräftdjursart som beskrevs av Tord Tamerlan Teodor Thorell 1859. Botachus cylindratus ingår i släktet Botachus, och familjen Notodelphyidae. Arten är reproducerande i Sverige.